# Distoleon indigus
Distoleon indigus is een insect uit de familie van de mierenleeuwen (Myrmeleontidae), die tot de orde netvleugeligen (Neuroptera) behoort. 
Distoleon indigus is voor het eerst wetenschappelijk beschreven door Navás in 1914.